# Mehdi Abeid
Mehdi Abeid (Montreuil, 6 agosto 1992) è un calciatore algerino con cittadinanza francese, centrocampista svincolato.

## Biografia
Nato a Montreuil (Senna-Saint-Denis) in Francia, ma la sua famiglia è originaria di Aïn Témouchent, Algeria.

## Carriera

### Club
Viene prelevato dal Lens nel 2003, di cui fa parte delle giovanili per 8 anni prima di andare ad indossare la casacca del Newcastle Utd il 25 maggio 2011, con cui firmerà un quinquennale.
Il 20 settembre 2011, Abeid fa il suo debutto ufficiale da titolare contro il Nottingham Forest nel terzo turno di Football League Cup 2011-2012, gara poi vinta dai "Geordies" per 4-3 dopo i tempi supplementari. Firma il suo primo gol con i colori del Newcastle il 21 luglio 2012 nel pareggio di 1-1 contro i turchi del Fenerbahçe.
Il 21 agosto 2015 viene acquistato a titolo definitivo per 600.000 euro dal Panathīnaïkos.

## Palmarès

### Club
- Coppa di Grecia: 1

Panathīnaïkos: 2013-2014

### Nazionale
- Coppa d'Africa: 1

Egitto 2019